# IC 2465
IC 2465 ist eine Spiralgalaxie vom Hubble-Typ S im Sternbild Löwe an der Ekliptik, die schätzungsweise 459 Millionen Lichtjahre von der Milchstraße entfernt ist.
Das Objekt wurde am 22. April 1897 von Stéphane Javelle entdeckt.